# Louis Bonaparte (1864-1932)
Pour les articles homonymes, voir Maison Bonaparte, Louis Bonaparte (homonymie) et Bonaparte (homonymie).
Napoléon Louis Joseph Jérôme Bonaparte, né à Meudon le 16 juillet 1864 et mort à Prangins le 14 octobre 1932, dit le prince Louis, est le deuxième fils de Napoléon (Jérôme) Bonaparte et de Clotilde de Savoie, fille de Victor-Emmanuel II d'Italie, roi d'Italie. Son père l'oriente vers la carrière militaire et, après avoir servi d'abord en France puis en Italie, il rejoint l'armée russe où il obtient le grade de lieutenant-général. Il occupe notamment le poste de gouverneur à Erevan en 1905 où il avait été envoyé pour rétablir l'ordre entre les Tatars et les Arméniens,. La révolution de 1917 termine sa carrière et il se retire alors en Suisse, à Prangins.

## Biographie
Né en 1864 au château de Meudon (résidence impériale depuis 1807), sa famille quitte brièvement la France à la chute du Second Empire, puis revient en 1874. Ses études terminées il s'installe à Paris chez sa tante et marraine la princesse Mathilde.
À l'instigation de son père il entame une carrière militaire et accomplit son service militaire dans le 31e régiment d'infanterie à Blois. En 1884, son service terminé, il part deux ans pour un voyage autour du monde. À son retour la loi d'exil de 1886 est en vigueur et vise les prétendants au trône des familles ayant régné en France ainsi que leur fils aîné en leur interdisant de demeurer sur le territoire national ainsi que tous les autres membres de ces familles tout en les rayant des listes de l'armée.

## En Italie
Louis quitte alors la France pour l'Italie où il rejoint sa mère, la princesse Clotilde, à Moncalieri, qui y réside depuis la mort de son père le roi Victor-Emmanuel II en 1878. Grâce à son oncle le roi Humbert Ier, il acquiert la nationalité italienne et peut continuer sa carrière militaire en 1887 en intégrant le 13e régiment de chevau-légers (it) à Vérone comme lieutenant auxiliaire. Dix-huit mois plus tard il est capitaine dans le régiment de Savoie à Montferrat. Cependant un sentiment anti-français règne dans l'armée italienne et conduit Louis à la quitter en 1890.

## En Russie

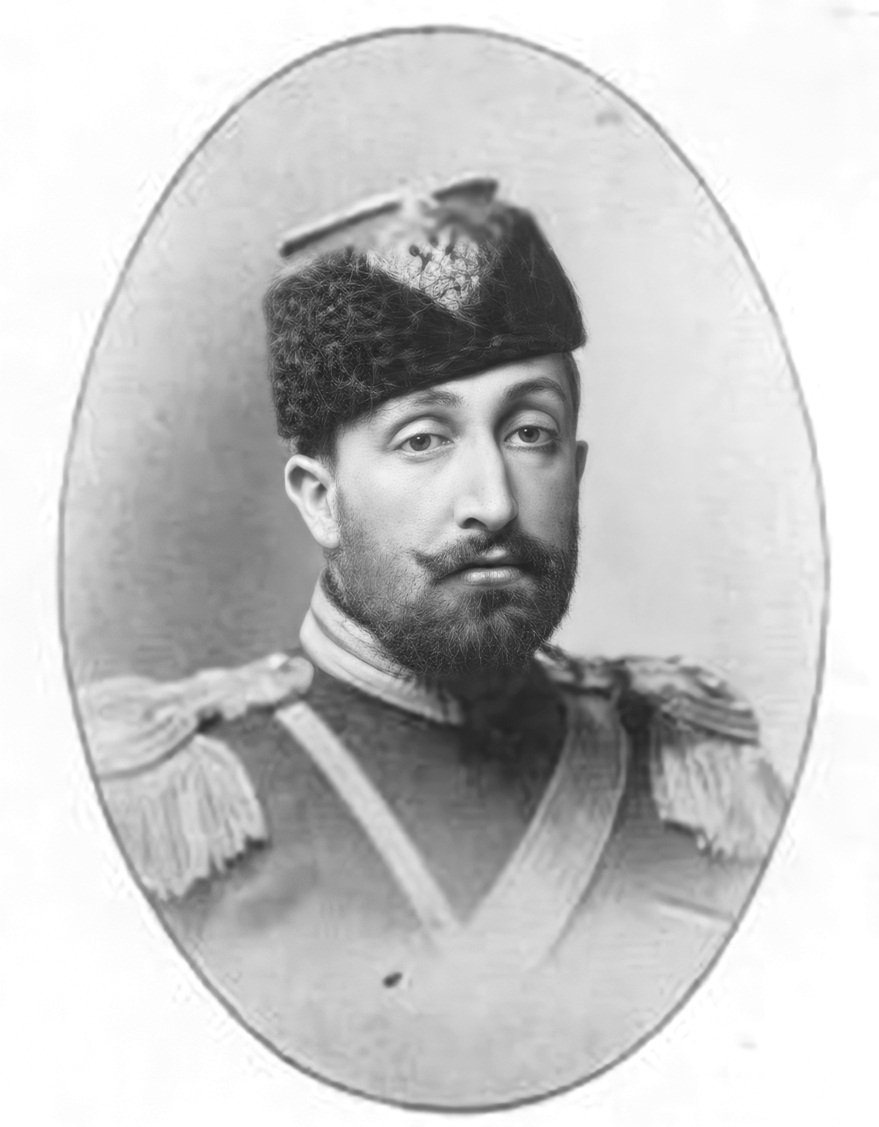
Napoléon Louis Bonaparte vers 1895

L'influence dont dispose sa tante la princesse Mathilde à la cour de Saint-Pétersbourg lui permet d'intégrer l'armée russe cette même année et il est nommé lieutenant-colonel dans le 44e régiment de dragons à Nijni Novgorod, une unité qui accueille en particulier des soldats étrangers. En effet, une affectation dans la capitale (Saint-Pétersbourg) aurait été difficile sans créer des difficultés diplomatiques entre la France et la Russie. Un an plus tard, en 1891, il est à Piatigorsk dans le Caucase. Cette même année décède son père qui, étant brouillé avec son fils aîné Victor, fait de Louis son légataire universel, mais Louis n'insiste pas pour que le testament soit exécuté et un partage équitable a lieu avec accord mutuel. En particulier, c'est Louis qui hérite du domaine familial de Prangins.
En décembre 1895 il est nommé colonel et prend la tête du 45e régiment de dragons Seversky, puis trois mois plus tard il intègre les lanciers de la garde de sa majesté l'impératrice Alexandra Feodorovna, unité d'élite de l'armée impériale russe (il fait un séjour à Paris en novembre 1897). Il se trouve ainsi dans le cercle rapproché du tsar Nicolas II mais peine à s'intégrer. C'est pourquoi en 1902 il est envoyé rejoindre la division de cavalerie du Caucase ; il est décoré de l'ordre de Saint-André en 1903 et de l'ordre de l'Aigle blanc ainsi que de celui de la Sainte Annonciade par son cousin de Savoie. Lorsque des troubles éclatent entre Azéris et Arméniens en 1905, il est chargé de rétablir l'ordre, puis est nommé gouverneur de la province d'Erevan. Cependant le vice-roi de la province, le comte Illarion Vorontsov-Dachkov, a tôt fait d'écarter du pouvoir ce rival potentiel, et après un différend à la fin de 1905, le prince Louis donne sa démission.
En 1910, alors qu'il est dans la garde impériale avec le grade de lieutenant-général, il met un terme à la vie militaire et se retire en Suisse dans le domaine familial de Prangins hérité de son père.
Lorsque survient la première guerre mondiale en 1914, le tsar Nicolas II lui demande de le représenter à l'état-major italien auprès du duc d'Aoste, cousin de Louis et commandant de la troisième armée, rôle qui se termine en 1917 avec la révolution russe.
Il demeure à Prangins jusqu'à son décès en 1932 d'une crise d'apoplexie et est inhumé dans la salle des princes de la basilique de Superga où reposent également ses deux parents. Ne s'étant jamais marié, il ne laisse pas de descendance.

## Distinctions
- Grand-croix de la Légion d'honneur